# روديارد كبلينغ
روديارد كبلنغ (بالإنجليزية: Rudyard Kipling) (30 ديسمبر 1865 – 18 يناير 1936) كاتب وروائي وكاتب قصص قصيرة وشاعر وصحفي إنجليزي. وُلد في الهند البريطانية، الأمر الذي ألهم الكثير من أعماله.
تتضمن أعمال كبلينغ الخيالية ثنائيات كتاب الأدغال (كتاب الأدغال، 1894؛ كتاب الأدغال الثاني، 1895)، وكيم (1901)، وفقط هكذا قصص (1902) والعديد من القصص القصيرة، بما في ذلك «الرجل الذي سيصبح ملكا» (1888). تشمل قصائده «ماندالاي» (1890)، و«جونجا دين» (1890)، و"«آلهة عناوين الكتب» (1919)، و«عبء الرجل الأبيض» (1899)، و«إذا —» (1910). ويعتبر من المبدعين في فن القصة القصيرة. كتبه للأطفال كلاسيكية. وأشار أحد النقاد إلى «هدية سردية متعددة الاستخدامات ومضيئة».
كان كبلينغ في أواخر القرن التاسع عشر وأوائل القرن العشرين من بين الكُتاب الأكثر شعبية في المملكة المتحدة. قال هنري جيمس «يذهلني كبلينغ شخصيًا باعتباره الرجل الأكثر اكتمالًا من حيث العبقرية، بخلاف الذكاء الرفيع الذي عرفته على الإطلاق.» في عام 1907، حصل على جائزة نوبل في الأدب، كأول كاتب باللغة الإنجليزية. ليتسلم الجائزة، وهو في الحادية والأربعين من عمره، وهو أصغر فائز بها حتى الآن. وقد تم اختياره أيضًا للحصول على جائزة شاعر بلاط المملكة المتحدة عدة مرات وللحصول على لقب الفروسية، لكنه رفض كليهما. بعد وفاته في عام 1936، تم دفن رماده في ركن الشعراء، وهو جزء من الجناح الجنوبي لدير وستمنستر.
تغيرت سمعة كبلينغ اللاحقة مع المناخ السياسي والاجتماعي في ذلك العصر. استمرت وجهات النظر المتناقضة عنه طوال معظم القرن العشرين. كتب الناقد الأدبي دوجلاس كير: «لا يزال كبلينغ مؤلفًا يمكنه إثارة الخلافات العاطفية ومكانته في التاريخ الأدبي والثقافي بعيدة كل البعد عن الاستقرار، ولكن مع انحسار عصر الإمبراطوريات الأوروبية، تم الاعتراف به كشخص لا يضاهى، بالإضافة إلى الاعتراف المتزايد بمواهبه السردية غير العادية، يجعله قوة لا يستهان بها.»

## طفولته وحياته المبكرة

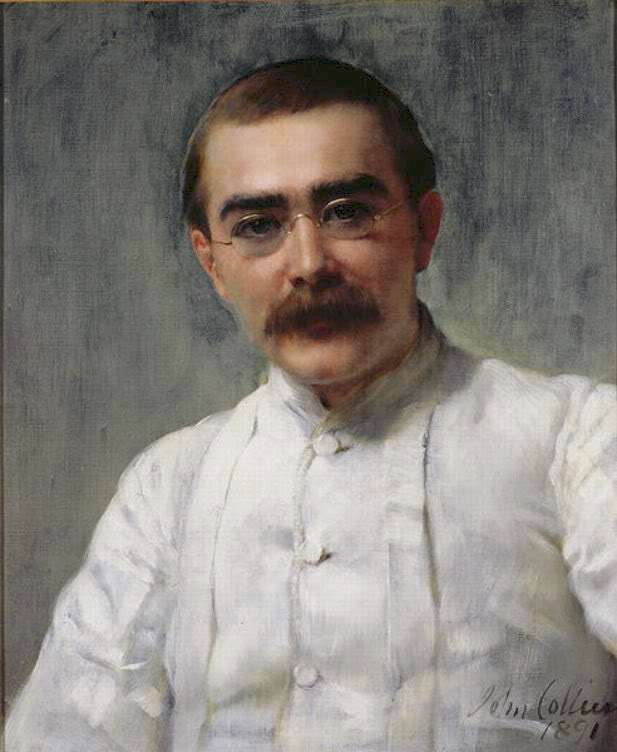
صورة لكيبلينج بواسطة جون كولير ، ج. 1891

ولد جوزيف روديارد كبلينغ في 30 ديسمبر 1865، في مومباي في الهند التي كانت آنذاك جزءاً من الإمبراطورية البريطانية، لوالدين هما «آليس كبلينغ» و«ليكوود كبلينغ».
و كان «ليكوود كبلينغ»، وهو مصمم ونحات فخار، ومدير مدرسة وأستاذ النحت المعماري في مدرسة الفنون والصناعة في مومباي، التي أسسها السير جميستيجي جيجيبهوي.
و هو أصغر من حاز على جائزة نوبل

## من مؤلفاته
له قصيدة بعنوان إذا تقول:
إذا استطعت أن تحتفظ برأسك
عندما يفقد كل من حولك رؤوسهم
و ينحون عليك باللائمة
إذا وثقت بنفسك عندما يفقد كل إنسان ثقته فيك
و لا تترك مع ذلك مجالاً للشك
إذا استطعت أن تنتظر دون أن تمل الانتظار
أو أن يعاملك الآخرون بالكذب
من دون أن تلجأ إليه
أو أن تكون موضع كراهية
و لكنك لا تدع لها مجالاً للتسرب إلى نفسك
و لا تبدو أفضل مما ينبغي
ولا تتكلم بحكمة أكثر مما يجب
إذا استطعت أن تحلم
و لا تدع للأحلام سيادة عليك
إذا استطعت أن تفكر
و لا تجعل الأفكار غايتك القصوى
إذا استطعت أن تجابه الفوز والفشل
و تتعامل مع هذين
المخاتلين … الخادعين … على حد سواء
إذا استطعت أن تكدس كل ما تملك من أرباح
و تغامر بها دفعة واحدة
و تخسرها جميعاً … ثم تبدأ من جديد
من دون أن تنطق بكلمة واحدة عن خسارتك
إذا استطعت أن تعامل الناس
من غير أن تتخلى عن فضائلك
و أن تسير في ركاب الملوك
من دون أن تفقد مزاياك المعتادة
إذا عجز الأعداء … والأصدقاء … والمحبون...
عن إثارة حفيظتك … بإيذائهم إياك
إذا استطعت أن تملأ الدقيقة الغاضبة
التي لا تغفر لأحد
بما يعادل ستين ثانية من السعي ركضاً
فلك الأرض وما عليها
و أنت … فوق ذلك كله
ستكون رجلاً … يا بُني
له رواية باسم (على سور المدينة) والتي يعود تاريخ كتابتها إلى أكثر من مئة عام، وبالتحديد عام 1888 م، ومكان الحدث هو مدينة لاهور الباكستانية يتحدث فيها عن مشاهداته هناك وهذا مقطع منها
«المواكب السيارة - وهي تناهز الاثنين والعشرين موكباً – كانت قد أصبحت جميعها الآن داخل أسوار المدينة القديمة، عادت الطبول تُقرع من جديد، والجموع ما انفكت تصرخ: يا حسين، يا حسين.. وهي تلطم بشدة على صدروها، الجوقة النحاسية تعزف بأصدح الأصوات المتاحة، وعند كل زاوية حيثما يسمح المجال يسترسل الوعاظ المحمديون في سرد الحكاية المأساوية لموت الشهداء، ما كان ممكنا التحرك إلا مع الحشود ذلك أن الطرقات بالكاد تبلغ العشرين قدما عرضاً.. ودقات الطبول وصيحات: يا حسين يا حسين لا تزال تتردد..»
مشاركته في حملات الامبراطورية:
في الحقبة الواقعة بين عامي 1883م و1885م شهد شرق السودان معارك شرسة بين الجيوش البريطانية المدججين بأحدث اسلحة العصر بقيادة كبار جنرالات الامبراطورية البريطانية على رأسهم الجنرال جراهام، والثوار السودانيين بقيادة الأمير عثمان دقنة حملة الاسلحة البيضاء التحم الجيشان في معارك طماى، التيب، وسنكات، وطوكر، وسواكن، واركويت وشارك في هذه المعارك الشاعر العالمي الكبير رديارد كبلنغ، وكتب في تلك المعارك قصيدة من عيون شعره بعنوان ((FUZZY–WAZZY)) بمعنى ((ذو الشعر الاشعث)):
لقد التحمنا في معارك كثيرة ضد الرجال
كان بعضهم شجاعاً وبعضهم لم يكن كذلك
الالبانيون والزولو والبورميون
بيد أن البجاوي كان اروع الجميع
كان يختبئ بين الاشجار ثم يثب علينا
كان يلعب بقواتنا كما يلعب القط باليمامة
***
لقد أخذنا فرصتنا بين تلال خيبر والبوير
دوخونا وهم على بعد ميل
البورميون اذاقونا برودة ايروادي
وابن الشيطان الزولو نافسنا
لكن كل مالقينا من هؤلاء..
كان قطرة مما جرعنا اياه البجاوي
***
فإليك هذا الإهداء ايها البجاوي
فإنك ان خسرت اعداداً أكثر منا..
الا انك هشمت المربع الإنجليزي
انه يهجم على الدخان عندما نتوقف
يعمل سيفه في رؤسنا..
قبل ان نعرف الموقف
***
انه رمال محرقة وزنجبيل حار عندما يكون حياً
وانه يكون مرعباً عندما يكون ميتاً
انه زهرة الديزي.. انه جوهرة.. انه حمل
انه قطعة من المطاط المهووس بالانطلاق
لا يعطي مثقال ذرة من الاهتمام للمشاة البريطانيين
لذلك فإليك هذه القصيدة في وطنك السودان.. أيها البجاوي النبيل

## أكثر مؤلفاته انتشاراً
مجموعة من القصائد بعنوان: (اناشيد متنوعة) 1886.

## ومن مؤلفاته أيضاً
- «النور الذي خبا»1890.
- كيم 1901.
- «كتاب الأدغال»1894.
- «القواد الشجعان»1897.
- «البحار السبعة»1896.
- «عمل اليوم»1898.

وصف في مجموعتين من القصص القصيرة الحياة في الهند وما فيها من جهادومثل غلبة النزعة الاستعمارية على أكثر اعمالة الشعرية ومنها «جنجا دين» و«رسالة الرجل الأبيض».و المجموعتين هما:
- «ثلاثة جنود»
- «قصص مبسطة من السهول» عام 1888

## من أقواله[27]
إذا أردتم ملاقاة شخص ما عرفتموه وهو دائم السفر، فهناك مكانين على الكرة الأرضية يتيحان لكم ذلك، حيث عليكم الجلوس وانتظار وصوله عاجلاً أو آجلاً وهما: موانيء لندن وبورسعيد.
ومن أقواله في الحرب الإنجليزية الأفغانية:
عندما تُجرح وتُلقى على سهول أفغانستان، وتأتي القسوة لتُقطّع ما تبقّى منّك، ازحف نحو رشّاشك، وفجّر دماغك، واذهب إلى ربّك كجندي.
- أوقية واحدة من عطاء الأم، خيرٌ من قِنطار بشر من رجال الدين.
- لدينا أربعون مليون سبب للفشل، لكن لا يُوجد حتى عُذر واحد لهذا الفشل!

## وفاته وتراثه
بقي كبلينغ يكتب إلى أوائل ثلاثينيات القرن العشرين، لكن بوتيرة أقل وبنجاح أقل بكثير من ذي قبل.
مات كبلينغ بسبب ثقب في الإثني عشر بتاريخ 18 يناير1936، قبل يومين من وفاة الملك جورج الخامس وكان عمره 70 سنة.
أحرق جثمان كبلينغ في محرقة غولدريس غرين، ودفن رماد جثته في ركن الشعراء.

## روابط خارجية
- روديارد كبلينغ على موقع IMDb (الإنجليزية)
- روديارد كبلينغ على موقع الموسوعة البريطانية (الإنجليزية)
- روديارد كبلينغ على موقع ميوزك برينز (الإنجليزية)
- روديارد كبلينغ على موقع قاعدة بيانات برودواي على الإنترنت (الإنجليزية)
- روديارد كبلينغ على موقع إن إن دي بي (الإنجليزية)
- روديارد كبلينغ على موقع ديسكوغز (الإنجليزية)
- روديارد كبلينغ على موقع قاعدة بيانات الفيلم (الإنجليزية)